# Gemeinde Sveta Trojica v Slovenskih goricah
Sveta Trojica v Slovenskih goricah (deutsch: Heiligendreifaltigkeit in Windischbüheln) ist der Name einer Gemeinde und der namensgebenden Ortschaft in Slowenien. Sie liegt in der historischen Landschaft Spodnja Štajerska (Untersteiermark) und in der statistischen Region Podravska.

## Geographie

### Lage

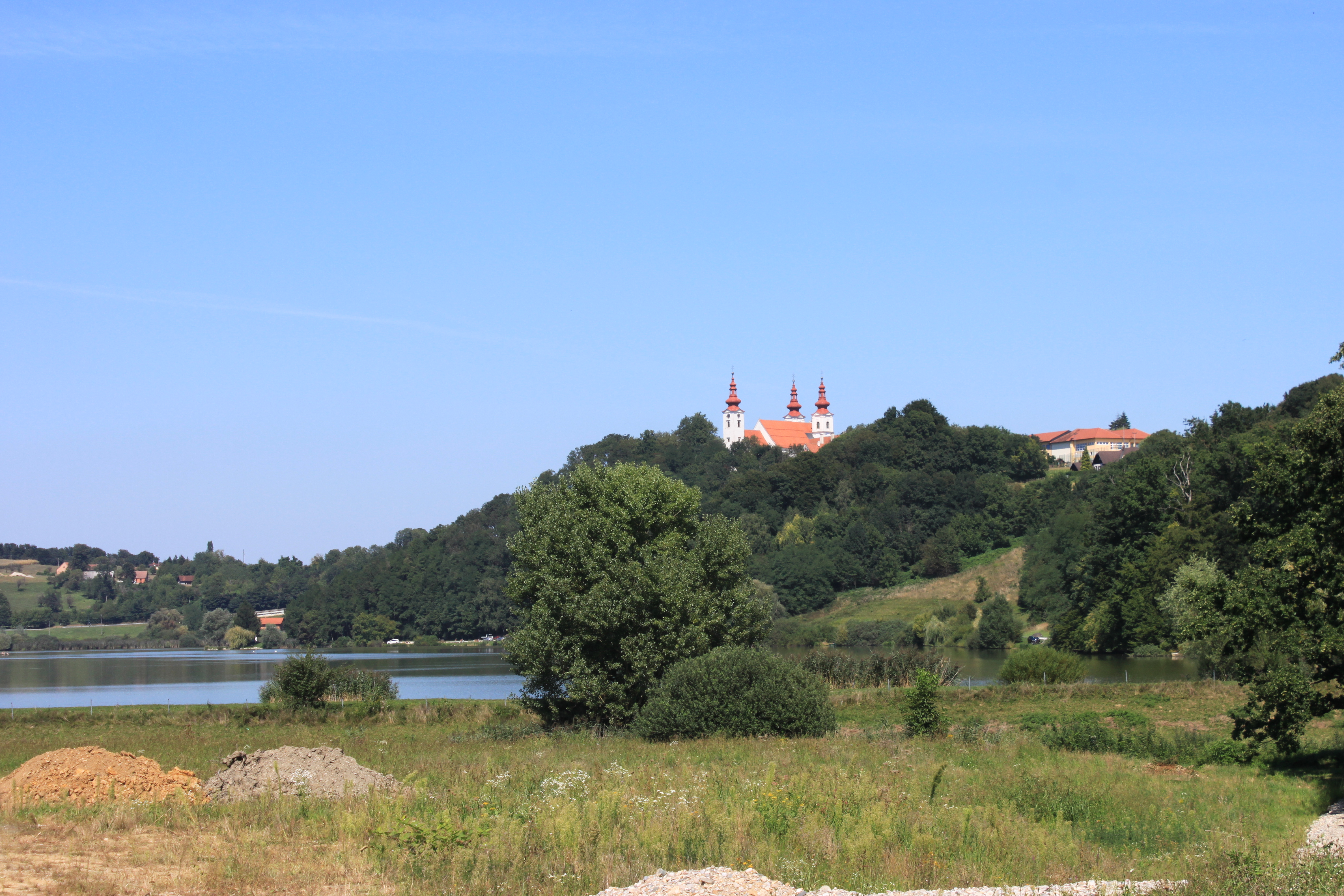
Sveta Trojica v Slovenskih goricah mit Troijka-Stausee

Der Gemeindehauptort Sveta Trojica v Slovenskih goricah liegt auf 287 m. ü. A. östlich von Maribor in den Slovenske gorice (Windische Büheln).
Westlich von Sveta Trojica liegt der ca. 45 Hektar große Stausee Trojiško jezero (1950 bis 1992: Gradiško jezero). Im Süden verläuft die Autobahn A5 von Maribor nach Murska Sobota durch das Gemeindegebiet.

### Gemeindegliederung
Die Gemeinde umfasst acht Ortschaften. Die deutschen Exonyme in den Klammern wurden bis zum Abtreten des Gebietes an das Königreich der Serben, Kroaten und Slowenen im Jahr 1918 vorwiegend von der deutschsprachigen Bevölkerung verwendet und sind heutzutage größtenteils unüblich. (Einwohnerzahlen Stand 1. Januar 2017):
- Gočova (Götsch), 217
- Osek (Ossegg), 374
- Spodnja Senarska (Unterheudorf), 112
- Spodnje Verjane (Unterhanau), 19
- Sveta Trojica v Slovenskih goricah (Heiligendreifaltigkeit in Windischbüheln), 735
- Zgornja Senarska (Oberheudorf), 119
- Zgornje Verjane (Oberhanau), 126
- Zgornji Porčič (Oberburgstall), 369

#### Gočova

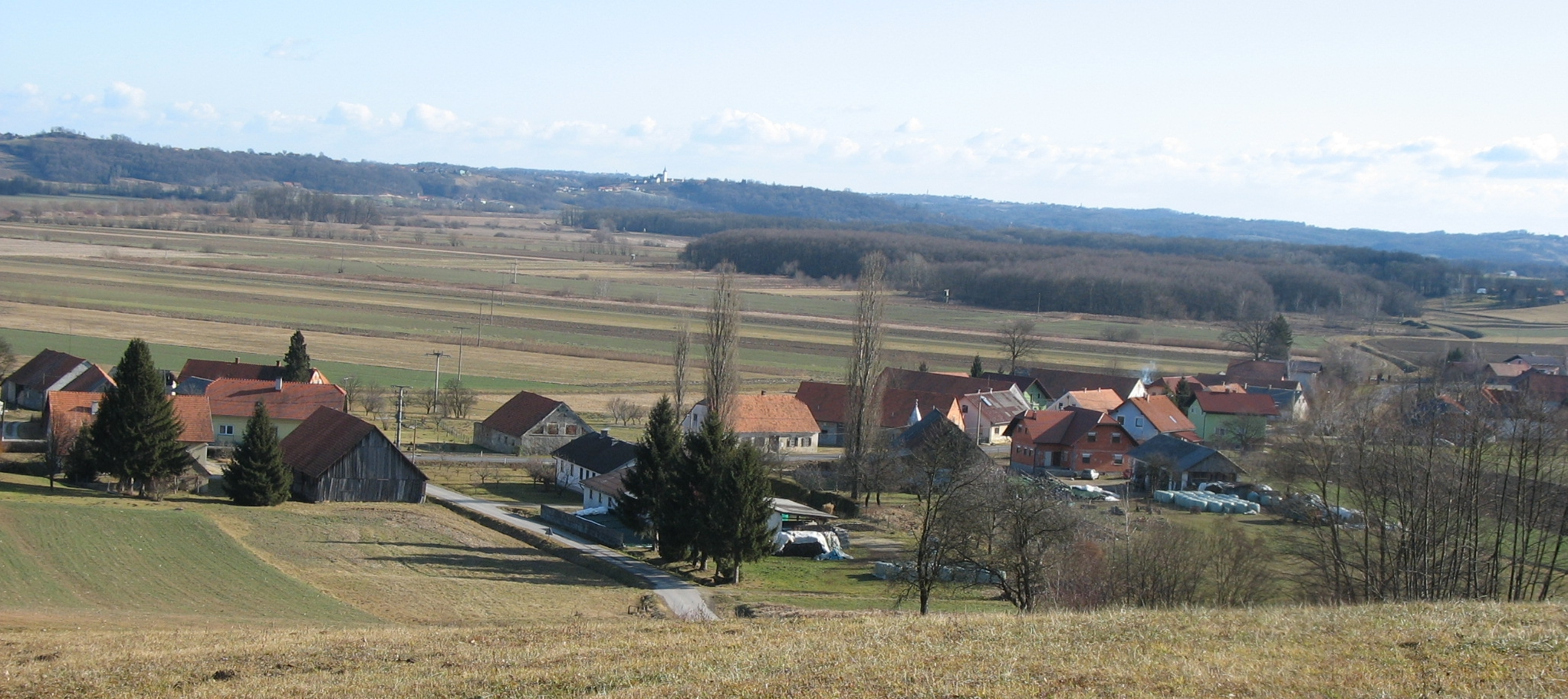
Gočova von Süden

Ein Dorf vier km südlich von Sveta Trojica. Am Ortsrand befinden sich Hügelgräber aus der Römerzeit mit einem Durchmesser von sieben bis zehn Metern und einer Höhe von ca. 1,5 Metern. Es fanden jedoch nur bei einigen Gräbern Ausgrabungen statt. Südlich des Dorfes befinden sich Reste der Rupnik-Linie (siehe unter 6.5 Sehenswürdigkeiten).

#### Osek
Eine Streusiedlung, die ca. sechs km östlich von Sveta Trojika liegt. In Osek finden sich Spuren einer römischen Siedlung mit einem Töpferofen, daneben ein antiker römischer Steinbruch sowie ein römisches Gräberfeld mit ungefähr fünfzig Gräbern von Steinmetzen, welche teilweise archäologisch untersucht wurden. Der teils unterirdisch angelegte Steinbruch wurde bis ins Mittelalter betrieben. Ein weiterer Steinbruch wurde 1358 angelegt und war bis 1950 in Betrieb. Im Kalkgestein findet man heute noch gut erhaltene Fossilien von Schnecken und Muscheln.

#### Spodnja Senarska
Das kleine Dorf liegt drei km südöstlich von Sveta Trojika. Auch hier befinden sich römische Siedlungsspuren und Grabhügel, wobei einige Grabstätten durch den Straßenbau im vorigen Jahrhundert teilweise zerstört wurden.

#### Spodnje Verjane

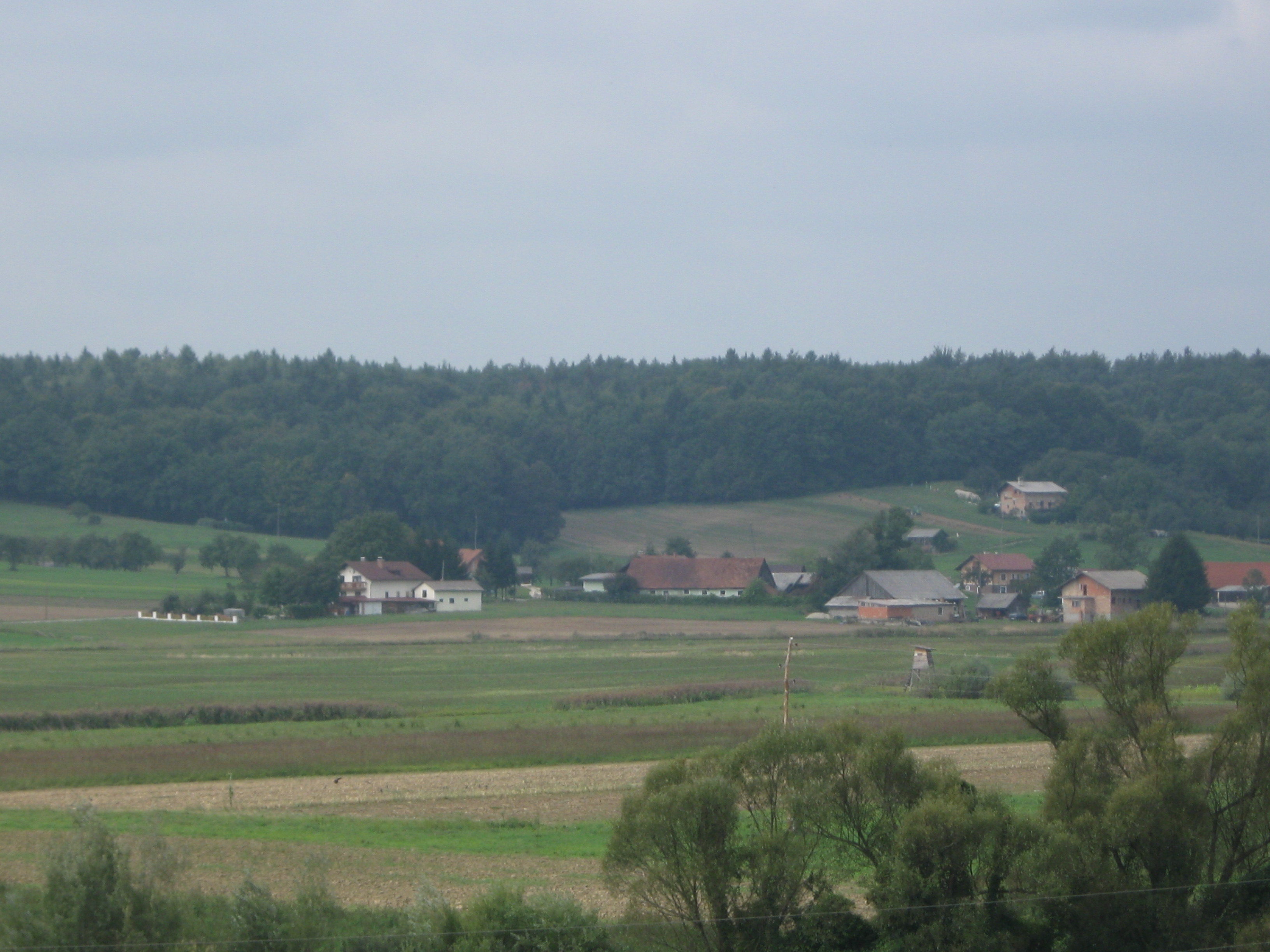
Verjane von Süden

Der Weiler mit der kleinen St.-Anna-Kapelle aus dem Jahre 1880 liegt im äußersten Südosten der Gemeinde südlich der Autobahn A5 (E653). Die Kapelle wurde 2008 restauriert.

#### Zgornja Senarska
liegt zwei km südlich von Sveta Trojica nördlich der Autobahnausfahrt Nr. 3. Im Ort befinden sich zwei kleine Kapellen, die kleine Taubenkapelle wurde im neobarocken Stil in der ersten Hälfte des 19. Jahrhunderts erbaut, die Marienkapelle wurde 1922 von der Bevölkerung als Dank für die glückliche Heimkehr aus dem Ersten Weltkrieg errichtet.

#### Zgornji Porčič

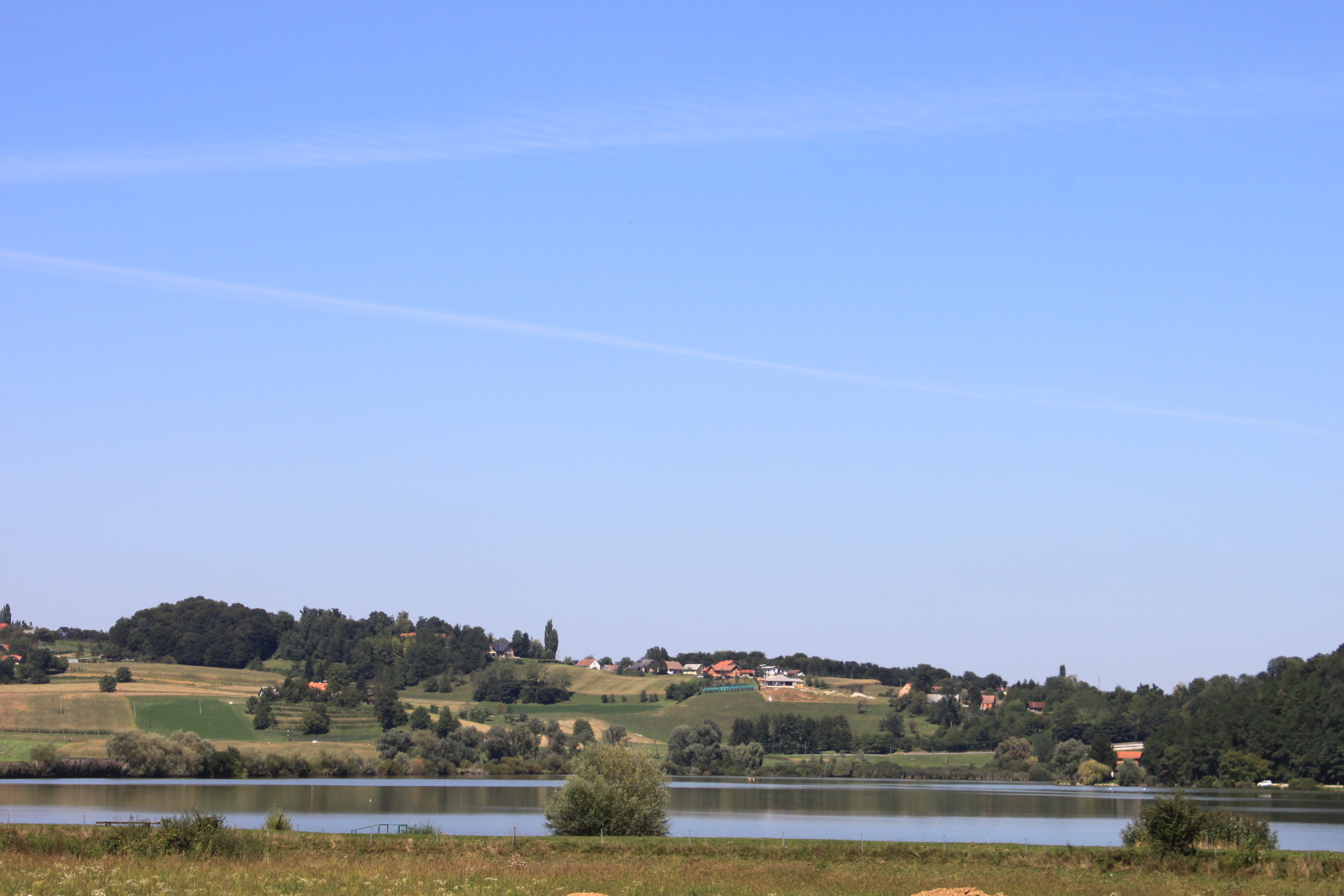
Blick nach Norden auf Zgornji Porčič / Oberburgstall; vorne der Trojica-Stausee.

liegt ungefähr zwei km nördlich von Sveta Trojica an der Straße nach Lenart.
Porčič ist die slowenische Ableitung des deutschen Wortes für Burg; das mittelhochdeutsche Purg wandelte sich im Slowenischen zu *Porg, unter Verwendung des Diminutivs (kleine Burg) zu *Porgcic  weiter zum heutigen  Porčič .
Der deutsche Name Burgstall wurde das erste Mal 1338 in schriftlichen Quellen als Purchstal, 1419 als Purkstal 1445 als Purckstall und Purgstal erwähnt. 1763 wird der Ort Purgstoll, 1787 erstmals Burgstall genannt.
Zgornji porčič bedeutet wörtlich „Oberburgstall“, um die Siedlung vom benachbarten „Niederburgstall“, Spodnji porčič, und „Altenburgstall“, Stari porčič (beide in der Gemeinde Lenart gelegen) zu unterscheiden.
Der Name Burgstall kommt aus dem Mittelhochdeutschen burcstal und bedeutete so viel wie kleine Burg. Diese kleine Burg war in Besitz der steirischen Grafen von Stubenberger. Sie wurde während der Türkenkriege zerstört.
Im Dorf befindet sich eine kleine renovierte Kapelle zum Heiligen Kreuz, slowenisch: Poličeva kapela mit Turm im neugotischen Stil, erbaut um 1885.

#### Zgornje Verjane

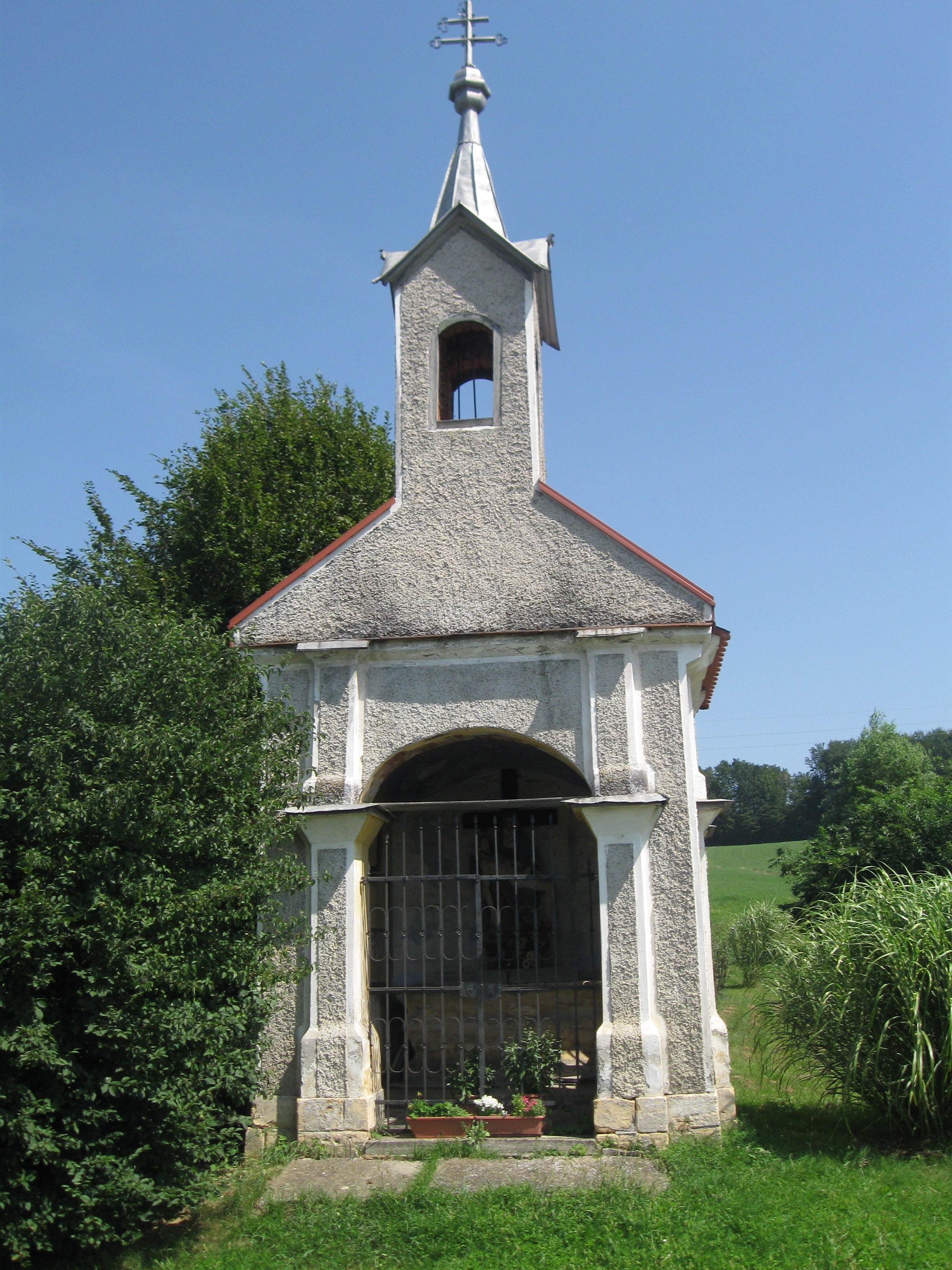
Prebevškova Kapelle in Zgornje Verjane

liegt zwei km östlich von Sveta Trojica. Im Dorf gibt es eine neobarocke Prebevškova-Kapelle mit Glockenturm aus dem Jahre 1870.

### Nachbargemeinden
| Lenart | Benedikt                                    | Gornja Radgona                    |
| Lenart | Kompassrose, die auf Nachbargemeinden zeigt | Cerkvenjak                        |
| Lenart | Trnovska vas                                | Sveti Andraž v Slovenskih goricah |

## Infrastruktur
In der Gemeinde gibt es einen Kindergarten, eine Grundschule, ein Altenheim und ein Kulturzentrum. Seit 2010 ist der Bau eines Hotels und einer Kläranlage geplant; mit dem Bau wurde bis jetzt (2016) noch nicht begonnen.
Die Haushalte sind mittels Glasfaserkabel an das Internet angeschlossen.
Sveta Trojika liegt an der historischen Kreuzung der Straßen von Nord, Radgona, nach Süd, Ptuj (deutsch: Pettau), und Ost, Murska Sobota (deutsch: Olsnitz), nach West, Maribor.
Die nächste Großstadt, Maribor, ist 25 km entfernt, in die nächste Stadt, Ptuj, sind es 21 km.

## Geschichte

Postkarte von 1911: Kirche Heilige Dreifaltigkeit; Blick nach Osten.

1419 wird zum ersten Male eine kleine Burg, (Purgstal, eine mittelalterliche Bezeichnung für eine kleinere Burg) erwähnt. 1631 gibt es Aufzeichnungen über eine hölzerne Wallfahrtskapelle, die auf dem Hügel stand, auf dem heute Kirche und Kloster stehen; er wurde Purgstalberg genannt. Einer Legende nach sahen Pilger auf dem Hügel drei helle Lichter oder Sterne von großer Helligkeit. Dieses Wunder führte der Erzählung nach zu einer ersten Kapelle zu Ehren der Heiligen Dreifaltigkeit. Graf Wolfgang von Stubenberg wurde im 17. Jahrhundert wegen einer Liebschaft von Beauftragten des Dogen gefangen genommen und eingekerkert. Im Falle seiner Freilassung gelobte er die Gründung eines Klosters in seiner Heimat. Ein Augustinermönch verhalf ihm zur Flucht und aus Dankbarkeit und um sein Gelübde zu erfüllen stiftete er das Kloster Heilige Dreifaltigkeit.
Mit dem Bau der Kirche 1636 bis 1643 – Grundsteinlegung am 15. Juni 1636 – entstand gleichzeitig eine größere Siedlung, die nach dem Patrozinium der Kirche Heilige Dreifaltigkeit in den Windischen Büheln genannt wurde.
1663 übernahmen Augustiner aus Radkersburg die Gottesdienste und zogen mit der Fertigstellung des Klosters in Heilig Dreifaltigkeit ein. Die Wallfahrten zogen immer mehr Menschen an, so dass ab 1735 die Kirche und das Kloster bis 1780 teilweise erneuert und vergrößert wurden; vor allem Graf Josip Kazimir Drašković von Trakošćan steuerte erhebliche Gelder für den Bau der Kirche bei. In den besten Jahren kamen jährlich bis zu 12.000 Pilger nach Heilig Dreifaltigkeit. Unter Kaiser Joseph II. wurden die Wallfahrten untersagt, das Kloster durfte auf Grund des Toleranzedikts bleiben, da es seit 1780 als Schule diente. Im Oktober 1787 beantragten die Augustiner die Schließung des Klosters aus finanziellen Gründen. Auf Wunsch der Gemeinde übernahm am 11. Juni 1853 der Franziskanerorden das leerstehende Kloster und führt es bis heute weiter.
1872 wurden dem Ort die Marktrechte verliehen. Auf Grund der Ereignisse des Ersten und Zweiten Weltkrieges gibt es keine deutschsprachige Bevölkerung mehr in Sveta Trojika. Nach der Machtübernahme der Kommunisten in Jugoslawien wurde 1952 der Name der Gemeinde in Gradišče geändert, was so viel wie Burgberg bedeutet. Grundlage der Namensänderung war ein Gesetz aus dem Jahre 1948, das die Umbenennung aller religiösen Bezeichnungen für Orte, Plätze und Straßen vorsah. 1953 wurde das Dorf in Gradišče v Slovenskih Goricah umbenannt. Nach der slowenischen Unabhängigkeit bekam der Ort 1992 seinen ursprünglichen Namen Sveta Trojica v Slovenskih goricah wieder zurück.
1955 wurde im Rahmen kommunistischer Verwaltungsreformen die Gemeinde Sveta Trojika aufgelöst und der Gemeinde Lenart zugeschlagen. Am 1. März 2006 wurde Sveta Trojika wieder eine eigenständige Gemeinde.

## Einwohner
Die windischen Bühel hatten seit dem Mittelalter eine gemischte Besiedlung von slowenischsprechender und deutschsprechender Bevölkerung. Während auf dem Land die slowenische Sprache überwog, wurde in den Städten vor allem deutsch gesprochen. Seit 1945 gibt es keine deutsche Bevölkerungsgruppe mehr in Sveta Trojika.
Bevölkerungsentwicklung:
| Jahr | Einwohner gesamt | Einwohner slowenischsprachig | Einwohner deutschsprachig |
| ---- | ---------------- | ---------------------------- | ------------------------- |
| 1820 | 184              |                              |                           |
| 1869 | 324              |                              |                           |
| 1880 | 337              | 267                          | 67                        |
| 1890 | 339              | 249                          | 79                        |
| 1900 | 348              | 295                          | 43                        |
| 1910 | 351              | 282                          | 66                        |
| 1971 | 384              |                              |                           |
| 1988 | 447              |                              |                           |
| 2010 | 2.103            |                              |                           |
| 2015 | 2.066            | [ 19 ]                       |                           |

## Klima
Die durchschnittliche Jahrestemperatur beträgt 10 °C. Am kältesten ist es im Januar mit einer Durchschnittstemperatur von −2,5 °C, am wärmsten im Juli mit durchschnittlich 21 °C. Die Winter sind kalt und relativ trocken, die Sommer sehr warm.
Die durchschnittliche jährliche Niederschlagsmenge liegt bei 1090 mm pro Quadratmeter. Seit dem Bau des Stausees kommt es im November und Dezember öfters zur Nebelbildung. Im Jahr gibt es durchschnittlich 260 Sonnentage.

## Sehenswürdigkeiten
Dominierendes Bauwerk und Namensgeberin des Ortes ist die Wallfahrtskirche Zur Heiligen Dreifaltigkeit mit angebautem Kloster.

### Kirche Sveta Trojica

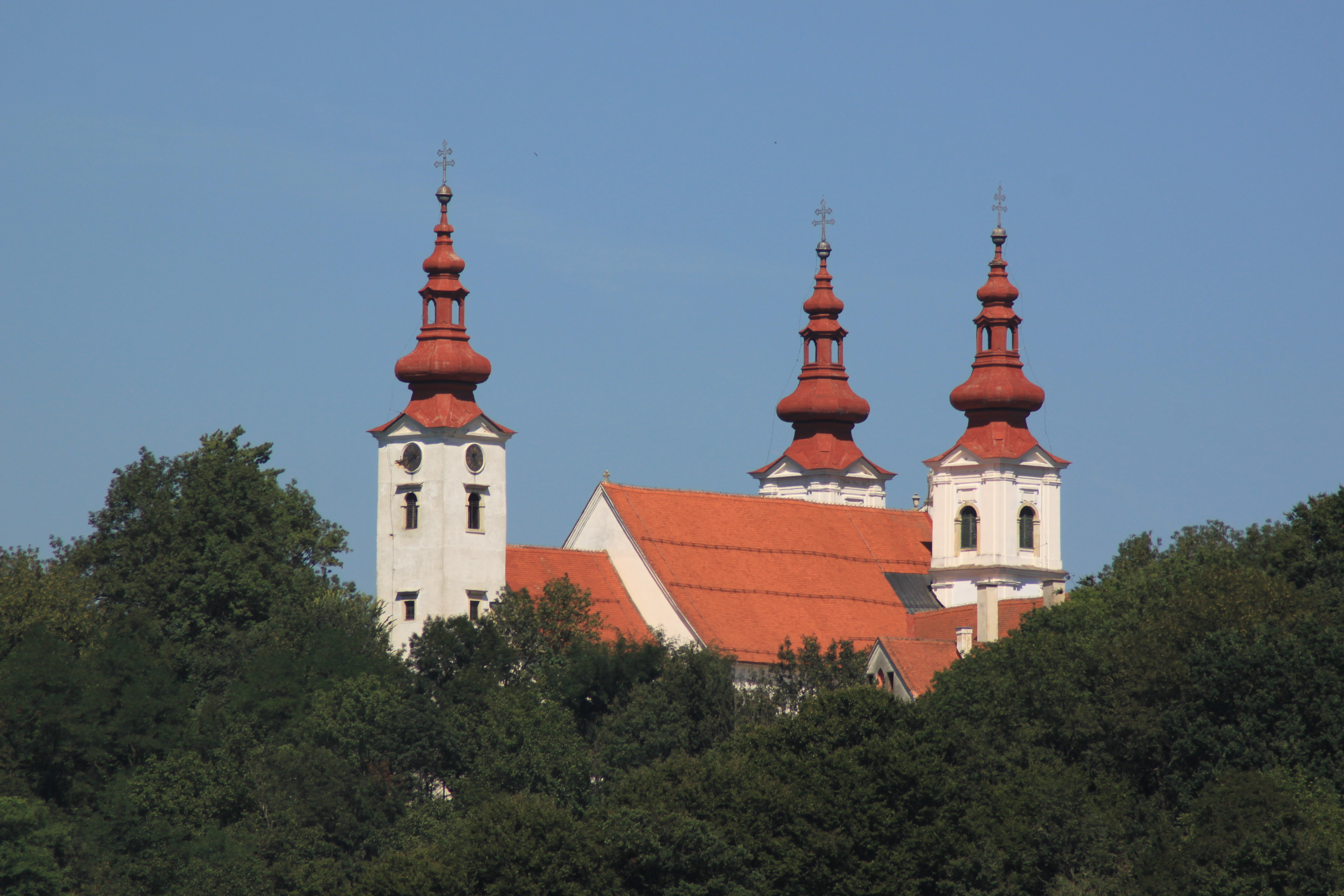
Kirche Heilige Dreifaltigkeit; Blick von Süden.

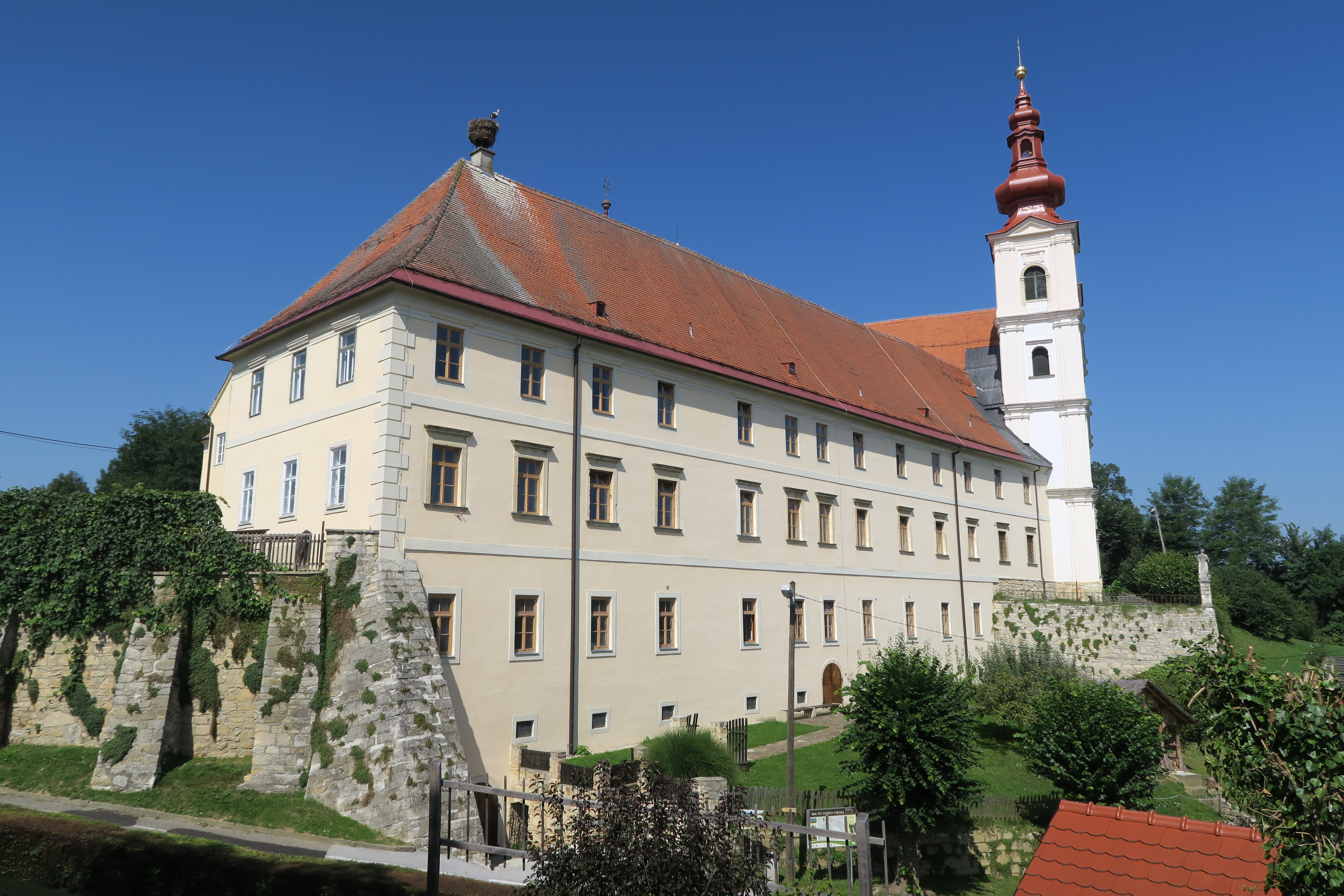
Gesamtansicht

### Bodenfunde aus der römischen Zeit
siehe unter 2. Struktur bei den Gemeindeteilen 2.1 Gočova, 2.2 Osek und 2.3 Spodnja Senarska.

### Weinmuseum
Das Vinogradniško-poljedelska zbirka ist ein privates Museum mit Ausstellungsstücken über den Weinanbau in der Region und Artefakten aus dem landwirtschaftlichen Bereich, vor allem aus der Untersteiermark.

### Reste der Rupnik-Linie
Bei der Rupnik-Linie handelt es sich um Verteidigungsanlagen die 1938 entstanden und Jugoslawien vor einem Angriff aus Deutschland und Italien sichern sollten. An der Straße von Gočova nach Voličina sind mehrere Gebäude noch erhalten, darunter ehemalige MG-Nester, Unterstände, Schützengrabensysteme und Versorgungseinrichtungen. Hinter Gočova befindet sich noch ein alter Bunker. Das ganze System kam jedoch nie zum Einsatz und verfiel seit dem Zweiten Weltkrieg.

### Dobrava gozd
Der Dobrava-Wald ist ein ungefähr 102 Hektar großes Naturschutzgebiet südöstlich von Sveta Trojika. In der Mitte des Waldes befindet sich eine Jagd-Villa aus dem Jahr 1974, die vor allem von kommunistischen Funktionären genutzt wurde. Heute ist die Villa für die Öffentlichkeit zugänglich.

## Persönlichkeiten
- Oroslav Caf, auch Jurij Caf genannt (* 13. April 1814 in Zgornje Verjane, † 3. Juli 1874 in Ptuj); Linguist, Mitarbeiter an der ersten slowenischen Grammatik und am slowenischen Wörterbuch.
- Dušan Kraigher (* 8. Februar 1908, † 15. Juni 1943 in Dobrovlje gefallen) Anwalt, stellvertretender politischer Kommissar und kommunistischer Widerstandskämpfer. Wird in Slowenien als Nationalheld verehrt.
- Ivo Brnčić oder Brnčič (* 12. März 1912 in Sveta Trojica v Slovenskih goricah, † im Mai 1943 bei Vlasenica, BiH gefallen,); Autor, Essayist und Literaturkritiker.

Heilige Dreifaltigkeit in den Windischen Büheln, Blick von Norden; Postkarte von 1912
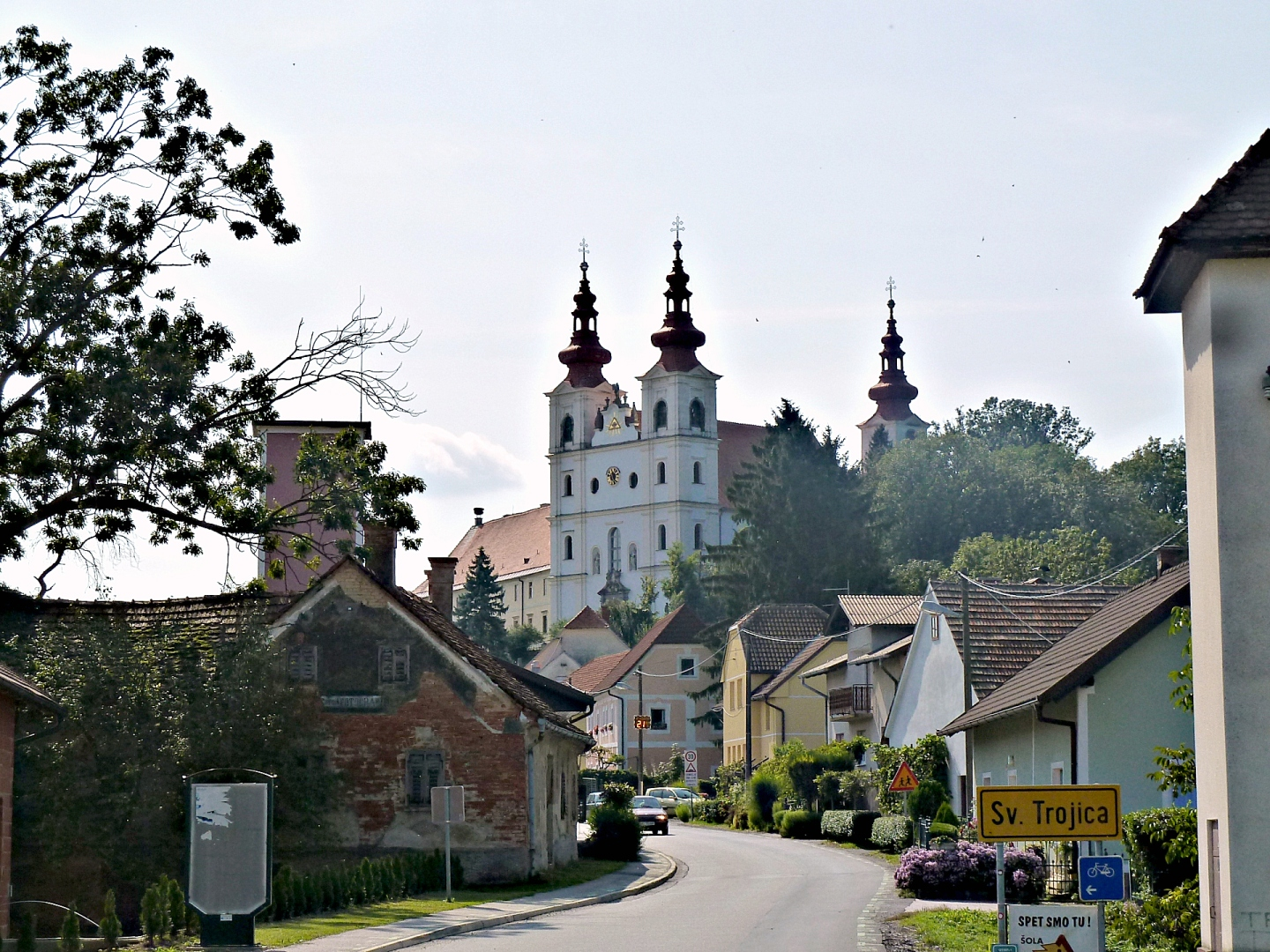
Kirche Sveta Trojica von Westen
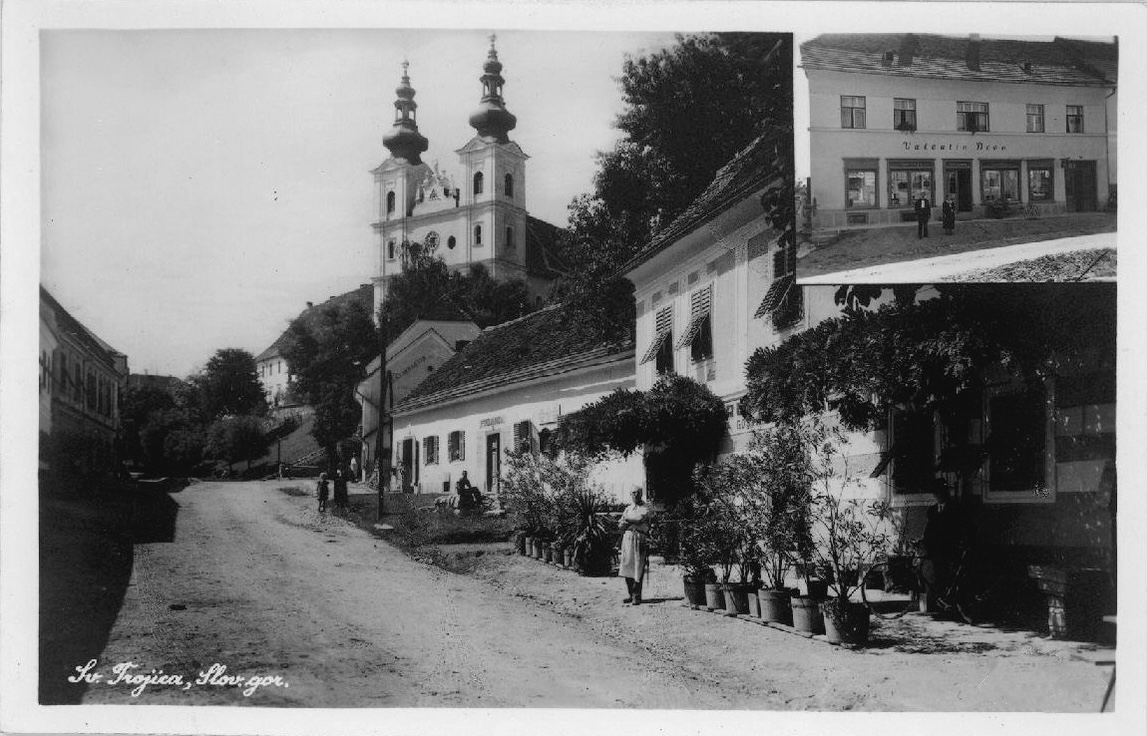
Postkarte von Sveta Trojica v Slovenskih goricah zwischen 1933 und 1947
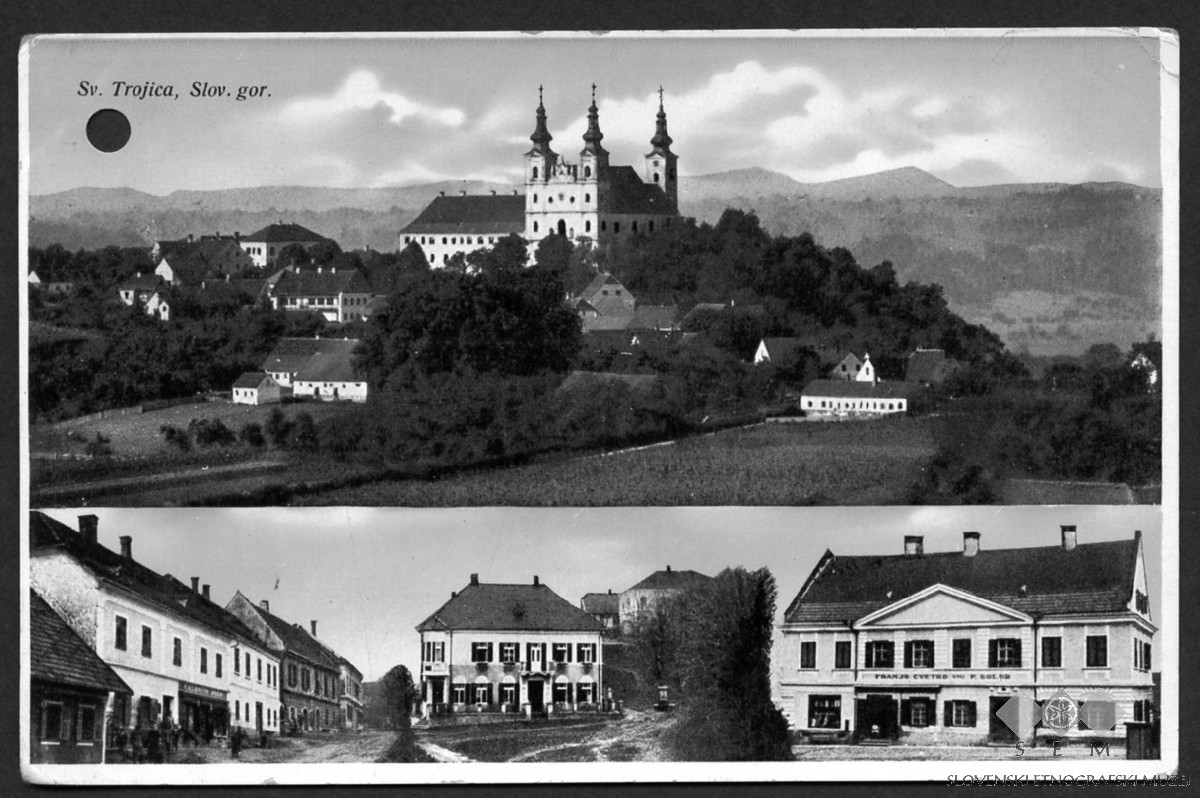
Postkarte von Sveta Trojica v Slovenskih goricah zwischen 1928 und 1947
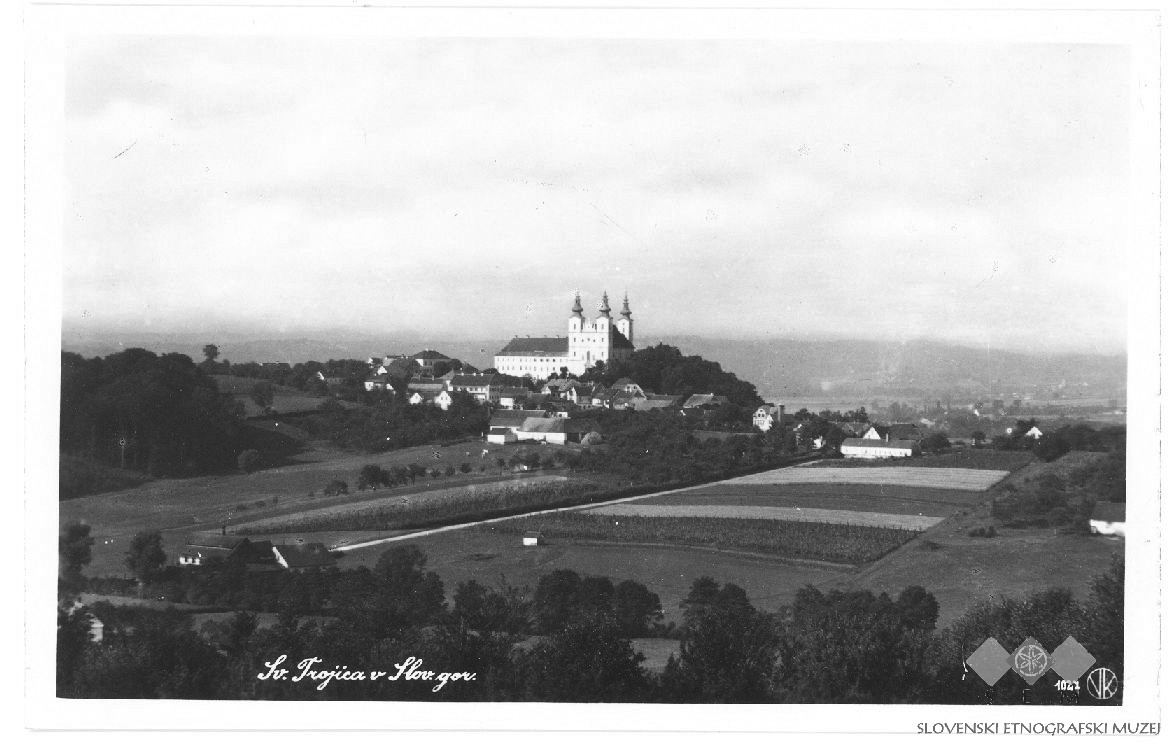
Postkarte von Sveta Trojica v Slovenskih goricah zwischen 1928 und 1947
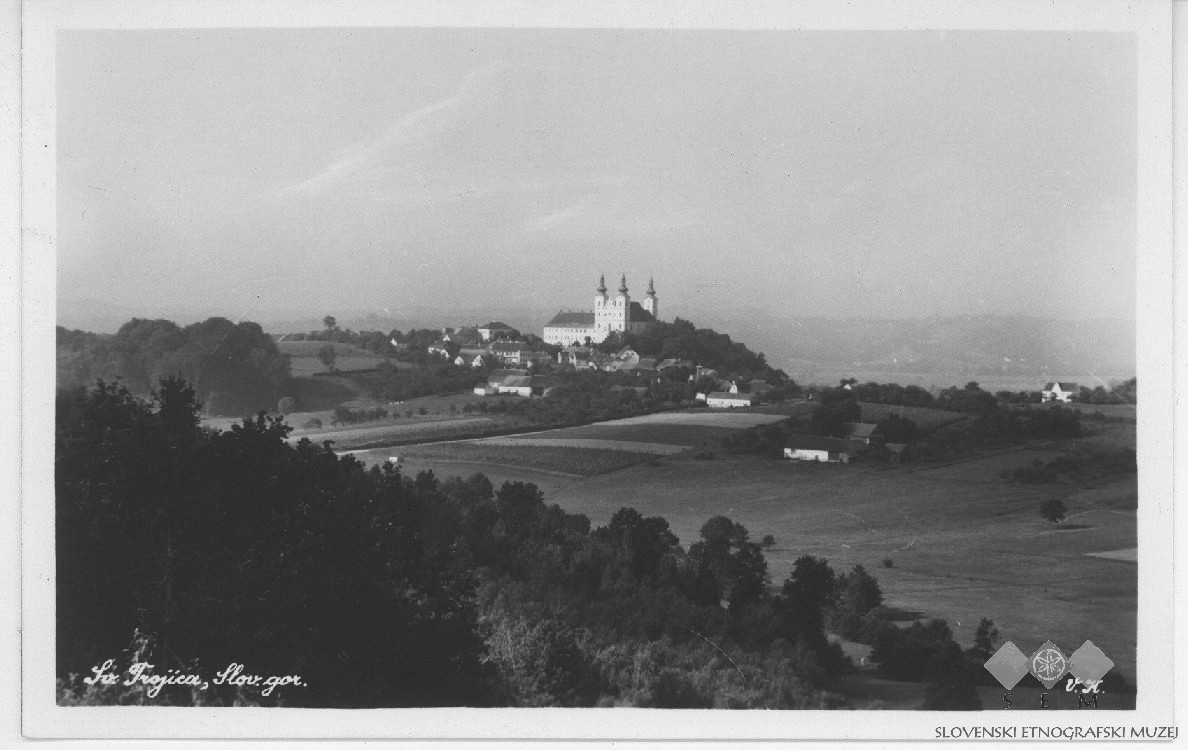
Postkarte von Sveta Trojica v Slovenskih goricah zwischen 1928 und 1947
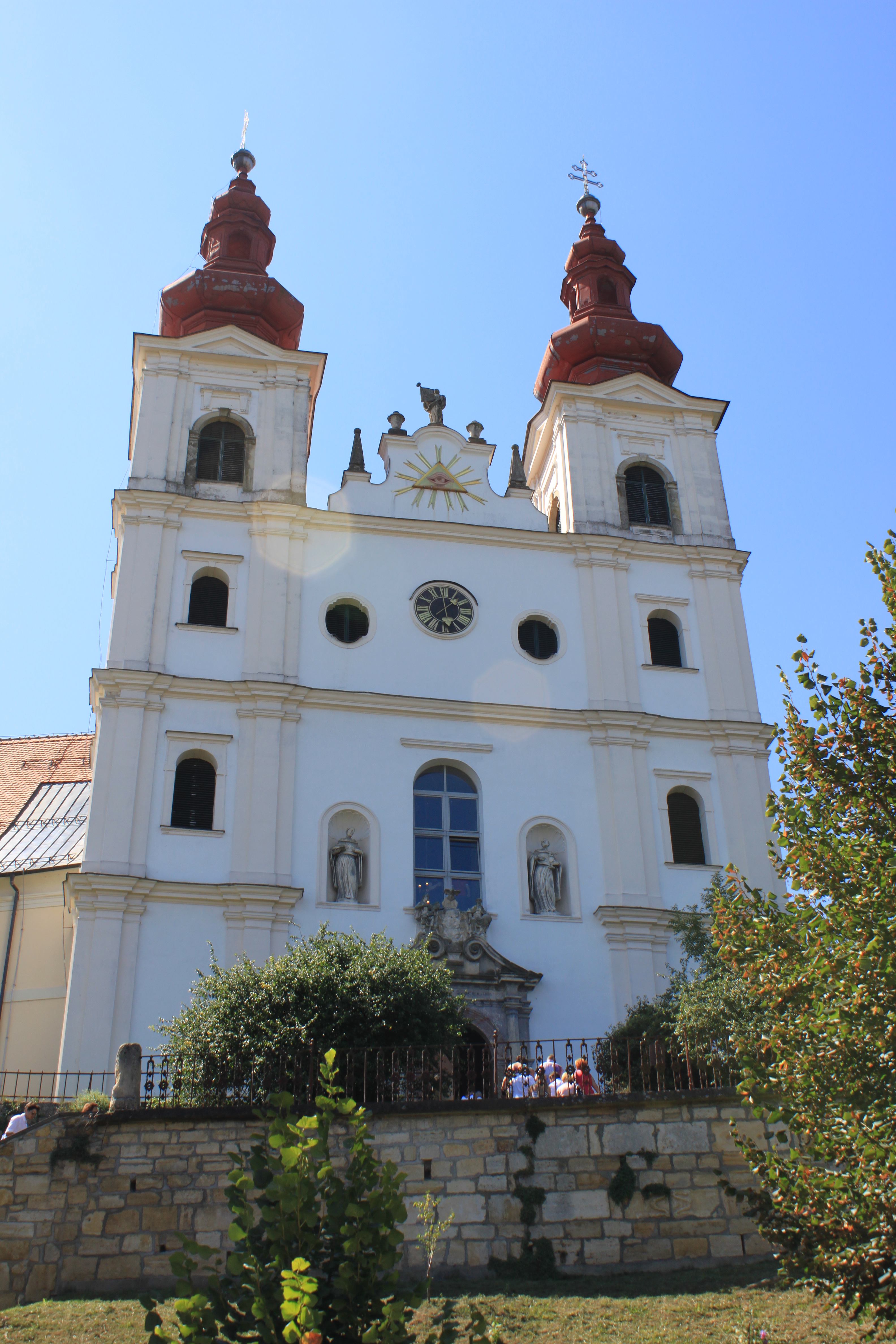
Kirche Heilige Dreifaltigkeit; Heilig Dreifaltigkeit in den Windischen Büheln (Sveta Trojica v Slovenskih Goricah); Slowenien, von Norden
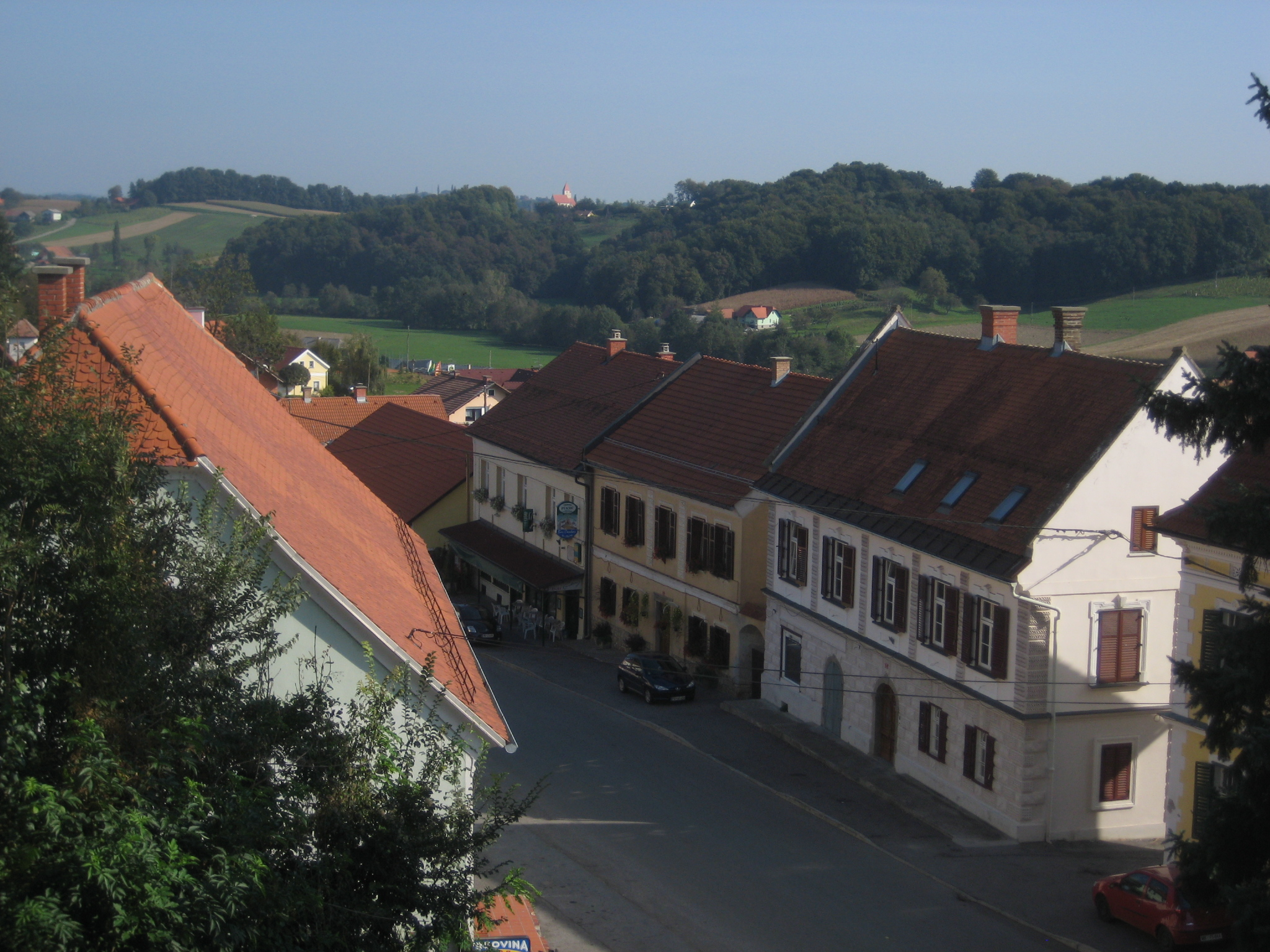
Trojiski trg (Dreifaltigkeitsplatz)
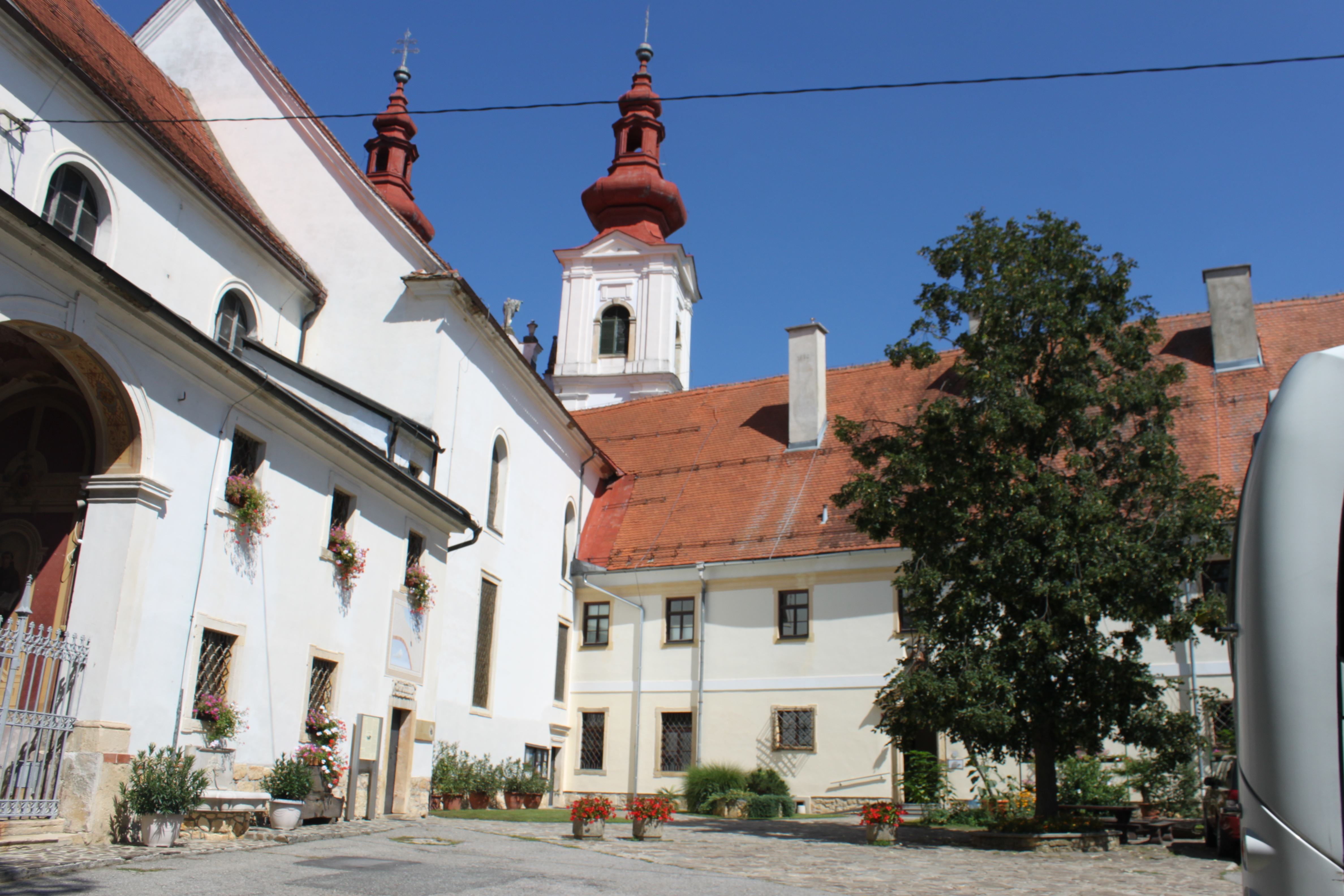
Franziskanerkloster Heilige Dreifaltigkeit
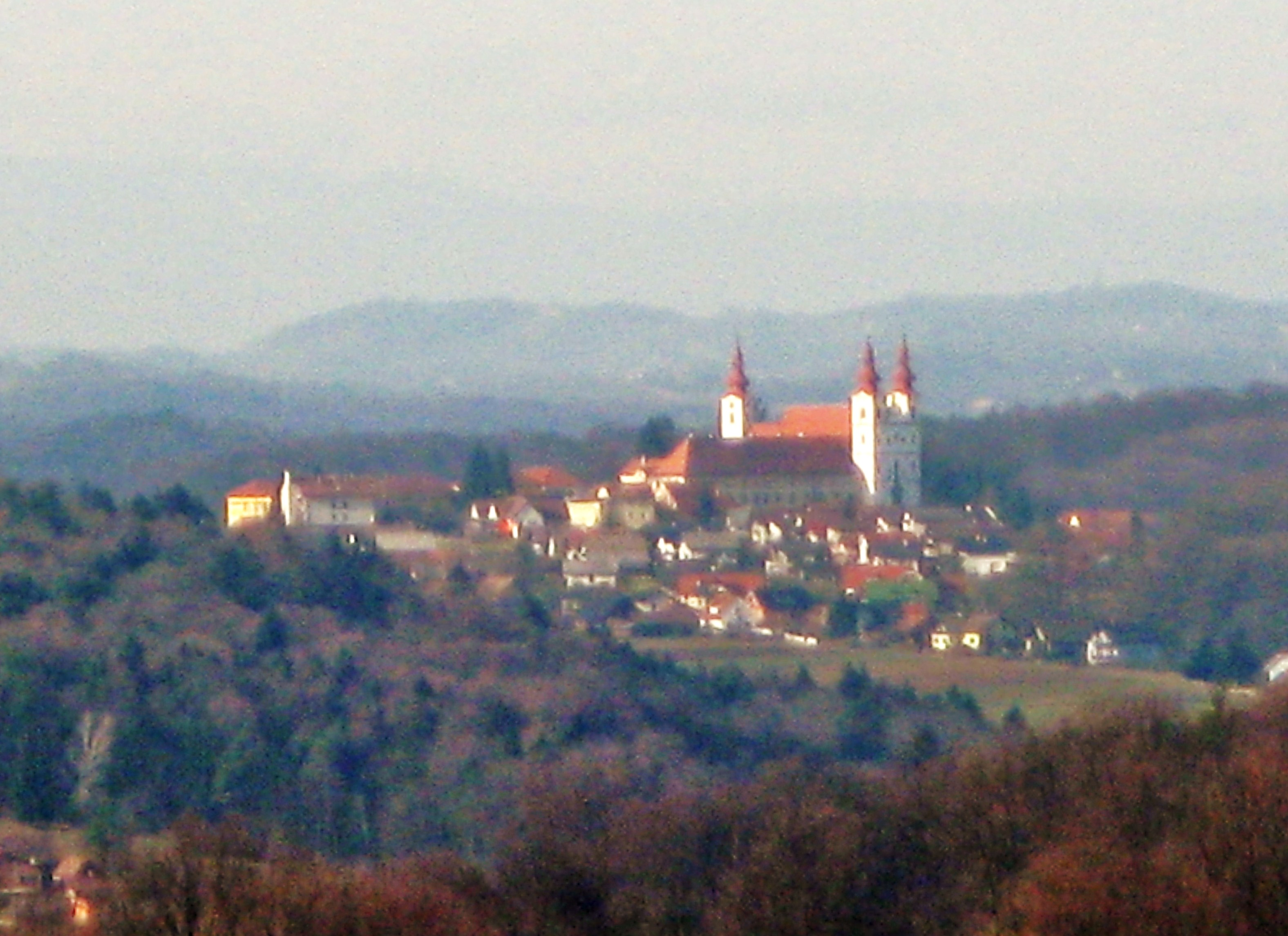
Sv.Trojica v Slovenskih goricah